# Acht Zaligheden (JW Roy)
Acht Zaligheden is een boek met cd (Ach Zalig, Man) van singer-songwriter JW Roy opgenomen op 15 en 16 oktober 2010 in De Hutten in Bergeijk. De cd bevat acht liedjes over de acht op -sel uitgaande dorpen van de Acht Zaligheden streek. Zes teksten zijn van de hand van Roy zelf, Guus Meeuwis schreef Trouwen In Hulsel en Gerard van Maasakkers Tinus Den Hollander uit Reusel. JW Roy wordt begeleid door toetsenist Roel Spanjers en gitarist Ruud van den Boogaard.
Schrijfster en fotografe Karin Stroo vult het bijgeleverde boek met acht interview-portretten van markante inwoners. De publicatie ging vergezeld van een muzikale voorstelling door JW Roy, Ruud van den Boogaard, Roel Spanjers en acteur Frank Lammers, die de acht portretten weergeeft.